# 戸嶋祥郎
戸嶋 祥郎（としま さちろう、1995年9月26日 - ）は、埼玉県浦和市（現：さいたま市浦和区）出身のプロサッカー選手。Jリーグ・柏レイソル所属。ポジションはミッドフィールダー（MF）。

## 来歴

### プロ入り前
2014年にさいたま市立浦和高等学校（3年時、全国高等学校サッカー選手権大会16強）から筑波大学へ一般入試で進学し、蹴球部へ入部。
在学中、2度天皇杯へ出場した。特に4年時の第97回大会ではJリーグのチームを3度破り（YS横浜・仙台・福岡）、4回戦まで進出した。
また、4年時には、関東大学サッカーリーグ戦で優勝し、自身はMVP及びベストイレブンに選出された。2017年夏季ユニバーシアードの代表にも選出され、チームの優勝に貢献した。

### アルビレックス新潟
大学卒業後の2018年にアルビレックス新潟へ入団。第6節の徳島ヴォルティス戦でリーグ戦デビューを果たすと2試合連続で先発出場を果たした。

### 柏レイソル
2019年12月24日に柏レイソルへ完全移籍することが発表された。

## 所属クラブ
- 常盤SSS（さいたま市立常盤小学校）
- 2008年 - 2010年 浦和レッズジュニアユース（さいたま市立常盤中学校）
- 2011年 - 2013年 さいたま市立浦和高等学校
- 2014年 - 2017年 筑波大学
- 2018年 - 2019年 アルビレックス新潟
- 2020年 - 柏レイソル

## 個人成績
| 国内大会個人成績 | 国内大会個人成績 | 国内大会個人成績 | 国内大会個人成績 | 国内大会個人成績 | 国内大会個人成績 | 国内大会個人成績 | 国内大会個人成績 | 国内大会個人成績 | 国内大会個人成績 | 国内大会個人成績 | 国内大会個人成績 |
| 年度             | クラブ           | 背番号           | リーグ           | リーグ戦         | リーグ戦         | リーグ杯         | リーグ杯         | オープン杯       | オープン杯       | 期間通算         | 期間通算         |
| 年度             | クラブ           | 背番号           | リーグ           | 出場             | 得点             | 出場             | 得点             | 出場             | 得点             | 出場             | 得点             |
| 日本             | 日本             | 日本             | 日本             | リーグ戦         | リーグ戦         | リーグ杯         | リーグ杯         | 天皇杯           | 天皇杯           | 期間通算         | 期間通算         |
| ---------------- | ---------------- | ---------------- | ---------------- | ---------------- | ---------------- | ---------------- | ---------------- | ---------------- | ---------------- | ---------------- | ---------------- |
| 2016             | 筑波大           | 16               | -                | -                | -                | -                | -                | 1                | 0                | 1                | 0                |
| 2017             | 筑波大           | 8                | -                | -                | -                | -                | -                | 4                | 0                | 4                | 0                |
| 2018             | 新潟             | 26               | J2               | 32               | 2                | 4                | 0                | 1                | 0                | 37               | 2                |
| 2019             | 新潟             | 6                | J2               | 34               | 1                | -                | -                | 0                | 0                | 34               | 1                |
| 2020             | 柏               | 28               | J1               | 16               | 0                | 4                | 0                | -                | -                | 20               | 0                |
| 2021             | 柏               | 28               | J1               | 19               | 1                | 0                | 0                | 1                | 1                | 20               | 2                |
| 2022             | 柏               | 28               | J1               | 26               | 2                | 4                | 0                | 2                | 0                | 32               | 2                |
| 2023             | 柏               | 28               | J1               | 28               | 3                | 4                | 0                | 4                | 2                | 36               | 5                |
| 2024             | 柏               | 28               | J1               | 27               | 3                | 4                | 1                | 2                | 0                | 33               | 4                |
| 2025             | 柏               | 28               | J1               |                  |                  |                  |                  |                  |                  |                  |                  |
| 通算             | 日本             | 日本             | J1               | 116              | 9                | 16               | 1                | 9                | 3                | 141              | 13               |
| 通算             | 日本             | 日本             | J2               | 66               | 3                | 4                | 0                | 1                | 0                | 71               | 3                |
| 通算             | 日本             | 日本             | 他               | -                | -                | -                | -                | 5                | 0                | 5                | 0                |
| 総通算           | 総通算           | 総通算           | 総通算           | 182              | 12               | 20               | 1                | 15               | 3                | 217              | 16               |

出場歴
- 公式戦初出場 - 2016年8月27日 天皇杯第1回戦 北海道コンサドーレ札幌戦（札幌厚別公園競技場）
- Jリーグ初出場 - 2018年3月25日 J2第6節 徳島ヴォルティス戦（デンカビッグスワンスタジアム）
- Jリーグ初得点 - 2018年9月8日 J2第32節 FC岐阜戦（デンカビッグスワンスタジアム）

## タイトル

### クラブ
筑波大学
- 関東大学サッカーリーグ戦（2017年）

### 代表
ユニバーシアード日本代表
- 2017年台北大会（2017年）

### 個人
- 関東大学サッカーリーグ戦・MVP（2017年）
- 関東大学サッカーリーグ戦・ベストイレブン（2017年）

## 代表歴
- ユニバーシアードサッカー日本代表
  - 2017年台北大会（2017年）